# Boca
Boca je ambalaža za čuvanje tekućina (vina, vode, ulja, sokova, itd.). Najčešće su staklene boce iako ih je mnogo plastičnih, a postoje i od drugih materijala. Boca je obično valjkastog oblika sa suženjem (grlom) na vrhu. Za kvalitetu tekućine koja se čuva je vrlo važna kvaliteta čepa koji ne smije propuštati zrak u bocu. Posebne su boce za vino tzv. butelje zapremnine 0,75 l, u kojima se obično čuva kvalitetnije vino.